# Candies (gruppo musicale giapponese)
Candies (キャンディーズ?, Kyandīzu) è stato un trio di idol giapponesi dal 1973 al 1978. Nel 1977, nonostante la popolarità, hanno deciso di sciogliersi. Il loro ultimo concerto è diventato leggendario. Quando è stato trasmesso in televisione ha raggiunto uno share del 32%.

## Formazione
- Ran Ito (Ran)
- Yoshiko Tanaka (Sue)
- Miki Fujimura (Miki)

## Discografia

### Singoli
Lead vocal : Sue (1,2,3,4) Ran (5,6,7,8,9,10,11,12,13,14,15,17,18) Miki (16)
|    | Titolo                                                  | Anno |
| -- | ------------------------------------------------------- | ---- |
| 1  | Anata ni Muchū (あなたに夢中?)                          | 1973 |
| 2  | Soyokaze no Kuchizuke (そよ風のくちづけ?)               | 1974 |
| 3  | Abunai Doyōbi (危い土曜日?)                             | 1974 |
| 4  | Namida no Kisetsu (なみだの季節?)                       | 1974 |
| 5  | Toshishita no Otoko no Ko (年下の男の子?)               | 1975 |
| 6  | Uchiki na Aitsu (内気なあいつ?)                         | 1975 |
| 7  | Sono Ki ni Sasenaide (その気にさせないで?)              | 1975 |
| 8  | Heart no Ace ga Detekonai (ハートのエースが出てこない?) | 1975 |
| 9  | Haru Ichiban (春一番?)                                  | 1976 |
| 10 | Natsu ga Kita! (夏が来た!?)                             | 1976 |
| 11 | Heart Dorobō (ハート泥棒?)                              | 1976 |
| 12 | Aishū no Symphony (哀愁のシンフォニー?)                 | 1976 |
| 13 | Yasashii Akuma (やさしい悪魔?)                          | 1977 |
| 14 | Shochū Omimai Mōshiagemasu (暑中お見舞い申し上げます?)  | 1977 |
| 15 | Un Deux Trois (アン・ドゥ・トロワ?)                     | 1977 |
| 16 | Wana (わな?)                                            | 1977 |
| 17 | Hohoemi Gaeshi (微笑がえし?)                            | 1978 |
| 18 | Tsubasa (つばさ?)                                       | 1978 |

### Video
|   | Titolo                                    | Modalità |
| - | ----------------------------------------- | -------- |
| 1 | Candies Forever (1978 Final Carnival)     | DVD      |
| 2 | Candies Treasure (1977-1978 Live)         | DVD      |
| 3 | Candies Treasure VOL.1 (1977 Live)        | Blu-ray  |
| 4 | Candies Treasure VOL.2 (1977 Live)        | Blu-ray  |
| 5 | Candies Treasure VOL.3 (1978 Live)        | Blu-ray  |
| 6 | Candies Treasure VOL.4 (TV Live)          | Blu-ray  |
| 7 | The Final Carnival (The Complete Version) | DVD      |